# Перетягивание каната на летних Олимпийских играх 1904
Соревнования по перетягиванию каната на III летних Олимпийских играх прошли 31 августа и 1 сентября. В них участвовали 30 спортсменов из трёх стран, которые соревновались за один комплект медалей.

## Медали

### Общий медальный зачёт
(Жирным выделено самое большое количество медалей в своей категории; принимающая страна также выделена)
| Общее количество медалей |        |        |         |        |       |
| Место                    | Страна | Золото | Серебро | Бронза | Всего |
| 1                        | США    | 1      | 1       | 1      | 3     |

### Медалисты
| Дисциплина   | Золото | Серебро | Бронза |
| Соревнование | США    | США     | США    |

## Соревнование

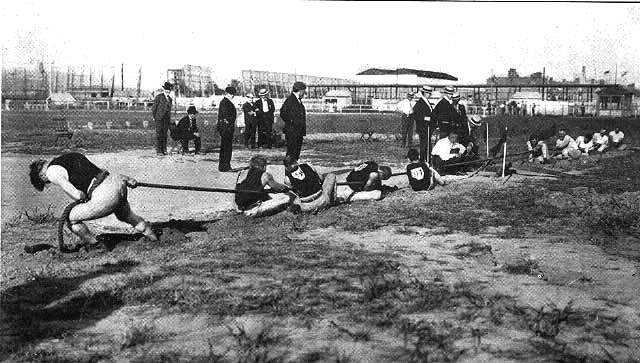
Одна из встреч по перетягиванию каната

### Четвертьфинал
| Победитель | Проигравший  |
| ---------- | ------------ |
| США 1      | Южная Африка |
| США 2      | Греция       |
| США 3      | нет          |
| США 4      | нет          |

### Полуфинал
| Победитель | Проигравший |
| ---------- | ----------- |
| США 1      | США 2       |
| США 4      | США 3       |

### Финал
| Победитель | Проигравший |
| ---------- | ----------- |
| США 1      | США 4       |

### Дополнительные встречи
Проигравшие в полуфиналах команды провели между собой встречу чтобы победитель соревновался с проигравшей в финале четвёртой командной США за серебряные медали:
| Победитель | Проигравший |
| ---------- | ----------- |
| США 2      | США 3       |

Однако четвёртая команда США не стала соревноваться и заняла четвёртое место, а эти две сборные выиграли серебряные и бронзовые медали соответственно.

## Составы команд
| - Николаос Георгантас - Анастасиос Георгопулос - Димитриос Димитракопулос - Периклес Какусис - Василиос Металос | - Сидни Джонсон - Конрад Магнуссон - Оскар Олсон - Генри Сейлинг - Патрик Флэнаган | - Оррин Апшоу - Макс Брон (Браун) - Август Роденберг - Чарльз Роуз - Уильям Сейлинг | - Гарри Джекобс - Фрэнк Канглер - Чарльз Тиас - Оскар Фриде - Чарльз Хеберкорн | - Сэмюэль Джонс - Чарльз Дигс - Джеймс Митчелл - Лоуренс Фойербах - Чарльз Шэдвик | - Паулюс Виссер - Питер Илленс - Питер Ломбард - Кристофер Уолкер - Йоханнес Шутте |

## Страны
В соревнованиях по перетягиванию каната участвовало 30 спортсменов из 3 стран:

В скобках указано количество спортсменов
- Греция (5)
- США (20)
- Южная Африка (5)